# Никола Сяров
Никола Сяров е български лекар и общественик.
Никола Сяров е роден на 26 декември 1901 г. в с. Къкрина, Ловешко. След завършване на специалност медицина работи като лекар в гр. Ловеч. На 26 декември 1901 г. родолюбиви ловчанлии и къкринци поставят паметна плоча на Къкринското ханче, където е заловен Васил Левски. На 5 юни 1924 г. по инициатива на д-р Никола Сяров е основан граждански комитет „Васил Левски“. Неговата цел е възстановяването на ханчето. Открито е на 10 май 1931 г.
Улица в гр. Ловеч е наименувана „Д-р Никола Сяров“.